# Raphael Schneider
Raphael Schneider (* 21. März 1970 in Dortmund) ist ein deutscher Schauspieler.

## Leben
Raphael Schneider ist das jüngste von sechs Kindern des Malers Friedrich J. H. Schneider und dessen Frau Angela. Bereits seit seiner Kindheit ist er begeisterter Tänzer und Sänger. So wirkte er während seiner Schulzeit als Statist in diversen Opern und Operetten mit. Zudem besuchte er von 1990 bis 1994 die Stage School of Music, Dance and Drama in Hamburg. 1990 hatte er jedoch beim Tanztraining einen Unfall und musste seine tänzerische Laufbahn aufgeben. Trotzdem machte er 1993 sein Diplom als Musicaldarsteller. Im Frühjahr 1994 erhielt er eine Rolle im Musical Cyrano am Theater des Westens.
Vom 27. Januar 1995 (Folge 667) bis zum 26. April 2000 (Folge 1969) spielte er bei Gute Zeiten, schlechte Zeiten die Rolle des Andreas ‚Andy‘ Lehmann. Er schied durch den Serientod aus. Eigentlich war Schneider zugunsten seiner Musikkarriere aus der Serie ausgestiegen, jedoch starb sein Vater im Sommer 2000, sodass Schneider die Zeit zur Trauer brauchte sowie zur Verwaltung des Nachlasses nutzte.
Im Juni 2023 outete er sich öffentlich als homosexuell.

### Musik
Mit der fiktiven Band Chak, die 1995 eine tragende Rolle bei GZSZ hatte, veröffentlichte Schneider die Single Summer Party, die für eine Woche auf Platz 96 der deutschen Charts platziert war.
Vor seinem Ausstieg bei Gute Zeiten, schlechte Zeiten brachte Schneider mit seiner Band Private Life (gegründet 1995), die neben ihm als Sänger aus den Brüdern Philippe und Michel bestand, am 28. Februar 2000 die Single Rain auf den Markt. Die Single schaffte es bis auf Platz 86 der deutschen Singlecharts und hielt sich dort zwei Wochen lang auf. Zuvor war bereits der Song Self Control auf der GZSZ-Compilation Lucky Days vertreten. Im RTL-Film Heimliche Küsse – Verliebt in ein Sexsymbol (1999) – ausgestrahlt am 22. März 2000 – nahm die Band eine größere Rolle ein, wurde für den Film jedoch um ein Mitglied – Jürgen Lehmann als Sänger Tom Meurer – erweitert und in Private Affair umbenannt. Schneider wurde so in der Rolle des Rico zum Gitarristen. Seit 2003 nimmt Schneider bei Jonathan Kinsler Gesangsunterricht. 2006, 2007 sowie 2010 spielte er in dem Musical Cabaret in der Bar jeder Vernunft in Berlin.

## Filmografie
- 1995–2000: Gute Zeiten, schlechte Zeiten
- 1997: St. Angela
- 2000: Heimliche Küsse – Verliebt in ein Sex-Symbol
- 2002/2003: Streit um drei
- 2003: Nikola
- 2003/2004: Marienhof
- 2004: Schöne Männer hat man nie für sich allein
- 2004: Zwei Millionen suchen einen Vater
- 2005: Fünf Sterne
- 2007: Celebrations (Kurzfilm IFS-Köln)
- 2009: Unser Charly
- 2011: Wenn sich der Tag dem Ende neigt (Kurzfilm WAM-Dortmund)
- 2012: Gewissenskrieg (Kurzfilm WAM-Dortmund)
- 2012: Wehrmann (Kurzfilm WAM-Dortmund)
- 2016: SOKO Wismar
- 2017: 20:38.21 (Kurzfilm)
- 2017: After Walpurgisnacht (Kinofilm)
- 2017: Kartenhaus
- seit 2018: Spotlight (Fernsehserie)

## Theater
- 1992/1993: Eine Woche voller Samstage (Hamburger Kammerspiele)
- 1992: Der kleine Prinz (Theater Nachtflug, Hamburg)
- 1992: Im weißen Rössl (Stadttheater Lübeck)
- 1993: Blutsbrüder (Stralsunder Theater)
- 1993: Ist heute der Tag (Altes Schauspielhaus Stuttgart)
- 1993: Johnny Johnson (Hamburger Kammerspiele)
- 1994: Cyrano (Theater des Westens, Berlin)
- 2006/2007: Cabaret (Bar jeder Vernunft, Berlin)
- 2010: Cabaret (Tipi Berlin)